# Йоан Ангел
 Тази статия е за управителя на Белградската и Сремската област.  За управителя на Тесалия вижте Йоан Ангел (севастократор).  
Йоан Ангел (Калоян Ангел, Ioannes „Kaloioannes“ Angelos, ок. 1193 – ок. 1255) е вторият син на византийския император Исак II Ангел от унгарската принцеса Маргарита. След превземането на Константинопол от кръстоносците и повторното омъжване на майка му за солунския крал Бонифаций Монфератски, Йоан Ангел емигрирал в Унгария, където унгарският крал му поверил управлението на областите Срем и Белград, както и областта на днешна Бараня и Мачва, на която длъжност остава до 1254 г. Йоан Ангел взел назаем 200 сребърни марки от епископа на град Калоча, пред когото обещал, че ще ги използва, за въоръжаване на кръстоносна войска, с която да разгроми еретиците патарени в Босна. Тъй като по всичко изглеждало, че Йоан Комнин забравил обещанието си пред Католическата църква, наложило се в едно свое писмо от 14 януари 1227 папа Хонорий III да го заплаши с инквизицията, ако не изпълни обета си.
Около 1235 г. Йоан Ангел се жени за Матилда дьо Вианден, която е внучка на латинския император Пиер дьо Куртене. От нея Йоан Комнин има две дъщери:
- Мария Ангелина (ок. 1235 – сл. 1285), вер. омъжена за Ансо де Кайо[1], служи на Карл I Анжуйски в Неапол
- Елена Ангелина (ок. 1236 – 1314), омъжена за сръбския крал Стефан Урош I[1]